# 漂亮书生
《漂亮书生》（英語：In a Class of Her Own）又名《云上恋歌》／《云上学堂》，2020年中国大陆架空古裝剧。翻拍韩剧《成均馆绯闻》。由鞠婧祎、宋威龙、毕雯珺、王瑞昌领衔主演，于2019年4月開機，2019年8月殺青。本劇於2020年7月23日在爱奇艺首播。

## 播出时间
| 频道   | 所在地 | 播出日期      | 播出时间 | 备注                                 |
| ------ | ------ | ------------- | -------- | ------------------------------------ |
| 爱奇艺 | 中国   | 2020年7月23日 | 20:00    | 每周四至周六20點更新2集 VIP搶先看6集 |

## 故事大綱
家境貧寒的雪文曦（鞠婧祎飾）女扮男裝使用弟弟文彬的名字抄書代寫為生，卻陰差陽錯地撞見了雲州刺史之子風承駿（宋威龍飾）。風承駿賞識她的才華，暗中設局令她被王師欽點而考取了唯有男子才可進學的雲上學堂。在風承駿的幫助下，雪文曦安心修學，她頑強的人格魅力以及開朗正向的意氣，使放蕩不羈的雨樂暄（畢雯珺飾）找回了尊嚴、冷漠極端的雷澤信（王瑞昌飾）重燃心中的希望。四人一同為善而受百姓稱謂為「雲上四傑」，在與妄圖干政的韓將軍的鬥爭中，雪文曦暴露了女子身份，與風承駿墜入愛河。「雲上四傑」攜手屹立於朝堂之上，實現了為百姓謀福祉的理想。

## 演员列表

### 主要演员
| 演員                | 角色         | 介紹 | 配音   |
| 鞠婧祎              | 雪文曦／文彬 | 雪定坤的女兒。彬弟(風承駿限定)。雲上四傑之一。 真實身分是清秀溫婉、小家碧玉的「文曦」，她在女兒身與扮相儒雅俊俏的學堂書生「文彬」間切換自如。劇情開始時為了幫補家計、替弟弟買藥治病，不得已以女扮男裝「文彬」靠寫話本《情起月語風止處》為生。後因緣際會得風承駿相助，「考」入雲上學堂讀書，並漸漸與風承駿相知相惜、後相守相愛。 | 喬詩語 |
| 宋威龙              | 風承駿       | 雲國刺史風繼昌的兒子。風哥(文彬限定)。雲上四傑之一。 原本能靠自家貴族身分家境和「高富帥」顏值養尊處優，卻選擇以高智商和才華，成為治國為民的學霸男神。得知同窗「文彬」是女兒身之後，一直保護著女扮男裝的雪文曦。 其真實身分是前朝太子。 | 邊江   |
| 毕雯珺              | 雨樂暄       | 極具商業頭腦的風流公子。雲上四傑之一。 是雲上學堂第一個發現雪文曦是女扮男裝的，也是唯一一個能跟雷澤信說上半句話的同窗好友，常替他付酒錢，也知曉雷澤信一直在尋找替哥哥沉冤昭雪的機會。 真實身分是平民，一直都是靠金錢來換取貴族身分；還是個私生子，差一點就被趕出雲上學堂。 | 路知行 |
| 王瑞昌 幼年：王子奧 | 雷澤信／雷驁 | 雨林尉左督尉雷啟英的二公子、雷澤勛的弟弟。文彬的「師兄」。雲上四傑之一。 從小就會吟詩作畫，受王師重視而破格進入雲上學堂。其父雷啟英將他託付給雲上學堂的武術先生。後因其兄雷澤勛10年前慘死而成為桀驁不馴、武藝高強的叛逆少年；一直為當年哥哥之死之謎而不斷尋找證據、希望翻案。 因常年翹課不在學院，無法「升級」，在雲上學堂算是大風承駿、文彬他們三屆的學長，卻變成與新生同住「普二舍」的室友。在文彬溺水時救了她並發現「文彬」是女兒身。曾喜歡上雪文曦，最後選擇成全風承駿和雪文曦。 | 郭浩然 |

### 其他演员
| 演員   | 角色         | 介紹 | 配音     |
| 龔蓓苾 | (雪)文氏     | 雪文曦、雪文彬的母親。雪定坤的未亡人。 多年前其夫雪定坤遭誣陷處死，因受雷啟英相救而幸免於難；其後便隱姓埋名，過著極為清苦的日子。                                         | 張凱     |
| 李嘉豪 | 雪文彬       | 雪定坤的兒子，真正的「文彬」。 文氏的兒子，雪文曦的弟弟，體弱多病。雪文曦一直是靠弟弟的身分及借穿他的衣服假扮書生。                                                       |          |
| 王劲松 | 風繼昌       | 雲國雲州南縣刺史→平民。風承駿的父親 |          |
| 張雙利 | 風言武       | 雲上學堂的院長。十分賞識風承駿。立志協助學堂諸位學子走向仕途、成為雲國棟樑。                                                                                              |          |
| 王策   | 韓正良       | 韓勝智、韓淑敏的父親 多年前雪定坤案的真正元兇，並曾多次賄賂不同貴族以維持自己的權勢，也以此不法之法教自己的兒子韓勝智在雲上學堂維持地位。                                 | 湯水雨   |
| 陳奕龍 | 韓勝智       | 雲上學堂「學掌」，韓正良的兒子、韓淑敏的兄長。 喜歡花魁穆小漫，因穆小漫喜歡文彬而處處找文彬麻煩，想趕走文彬。                                                             | 凡逸     |
| 張鑫   | 韓淑敏       | 韓正良的女兒，韓勝智的妹妹 喜歡風承駿，後受其及雪文曦的感化設立女子學堂。                                                                                                 | 余夢慈   |
| 朱聖禕 | 穆小漫       | 花魁雲國第一歌姬，是雲州南縣城內趨之若鶩的存在。 穆江之女，一直在尋找機會為多年前的雪定坤冤案翻案。曾和韓勝智有過一段情，喜歡「文彬」，不知她是女扮男裝的雪文曦。         | 李詩萌   |
| 波     | 雪定坤       | 雪文曦、雪文彬的父親。丁若楊、李互、秦北川、雷澤勛的恩師 曾是雲上學堂的先生，18年前因「萬言書」被韓正良陷害而被處死。其妻兒本應一同被處死，幸得雷啟英救走而改姓埋名過活。 |          |
| 楊奇雨 | 雷啟英       | 雷澤勛、雷澤信的父親 多年前在雪定坤案中救走雪定坤妻小，並宣稱雪定坤一家已被處死。                                                                                         | 楊默     |
| 張昊唯 | 雷澤勛       | 雷澤信的哥哥 多年前在雪定坤案中被處死，其弟雷澤信因此一直追查案件真相。                                                                                                   |          |
| 張政勇 | 柳謙義       | 雲上學堂負責體能訓練的先生，教授新生演武及六藝之中的「御」(騎馬、駕車)、「射」(箭術)。當年雷啟英將雷澤信託付給他，成為雷澤信的武術師父。                                  | 肖云     |
| 譚建昌 | 丁若楊       | 大學士，雲上學堂五經先生之一 雪定坤的徒弟，李互、秦北川的同窗 一直協助雪文曦和雷澤信尋找多年前雪定坤一案的真相。                                                          | 馮盛     |
| 楊子驊 | 王浩真(王師) | 雲上學堂創辦者 | 劉琮     |
| 徐楊   | 林炳申       | 雲上學堂的堂生 | 張振     |
| 趙乾屹 | 顧子明       | 顧哲元的兒子 雲上學堂的堂生 | 劉崢     |
| 魏子涵 | 莫曉歡       | 莫爵爺的親孫子 雲上學堂的堂生，根正苗紅的雲上開國功臣莫家子弟 | 邵晨亮   |
| 李林   | 呂昭榮       | 雲上學堂的堂生 | 張朝     |
| 張志豪 | 小沁         | 韓淑敏的侍女 | 鳴鹿     |
| 王浩鈞 | 李互 / 厲虎  | 審愆廳的掌事，雲上學堂教授律令的先生，实则是丁若楊、秦北川的同窗，因雪定坤案同時期被朝廷通緝的要犯。                                                                      |          |
| 陳顥文 | 顧哲元       | 顧子明的父親 | 大郭浩然 |
| 毛方圓 | 衛朝輝       | | 張加麒   |
| 唐書亞 | 溫子峰       | 雲上學堂的堂生 | 宋澤     |
| 張延斌 | 文物老闆     | 友情出演 |          |
| 譚琍敏 | 韓夫人       | 韓勝智、韓淑敏的母親 | 楊希     |
| 蕭松原 | 顧大超       | |          |
| 李展   | 旺禾         | 風承駿的侍讀 |          |
| 衛曉光 | 苗祥咚       | |          |
| 吳赫倫 | 楊義德       | | 文昊宇   |
| 李帥   | 潮掌柜       | | 劉克維   |
| 張晗   | 小清         | | 李葉萌   |
| 權睿   | 小潔         | | 劉雨斯   |
| 姜皓雲 | 助教         | |          |
| 趙剛   | 田大人       | |          |
| 周韋安 | 阿木         | |          |
|        | 莫爵爺       | 莫曉歡的親爺爺 | 宣曉鳴   |
| 李昆   | 韓勝雄       | |          |
| 邱云鶴 | 柯士君       | 被朝廷通緝的要犯 |          |
| 姜健   | 秦北川       | 丁若楊、李互的同窗，被朝廷通緝的要犯。 | 言浩     |
| 張海峰 | 趙先生       | |          |
| 魏志強 | 余先生       | |          |
| 吳星霖 | 李甲         | |          |

## 电视剧歌曲
| 曲序 | 曲目                 |        | 作曲   | 编曲   | 演唱                 |
| ---- | -------------------- | ------ | ------ | ------ | -------------------- |
| 1.   | 《讀書郎》（片头曲） | 周潔穎 | 胡小鷗 | 彭瑋瀚 | 連淮偉               |
| 2.   | 《雲上戀》（片尾曲） | 周潔穎 | 胡小鷗 | 彭瑋瀚 | 李紫婷               |
| 3.   | 《少年有夢》（插曲） | 周潔穎 | 胡小鷗 | 彭瑋瀚 | 李振寧、姚明明、管櫟 |
| 4.   | 《緣滿》（插曲）     | 周潔穎 | 胡小鷗 | 楊宇瀟 | 高嘉朗               |
| 5.   | 《幻聽》（插曲）     | 周潔穎 | 胡小鷗 | 彭瑋瀚 | NANA張曼娜           |
| 6.   | 《傾心》（插曲）     | 周潔穎 | 胡小鷗 | 彭瑋瀚 | 尹姝貽               |
| 7.   | 《雲中笑》（插曲）   | 周潔穎 | 胡小鷗 | 彭瑋瀚 | 勾雪瑩               |